# Garnier (azienda)
Garnier è un marchio del gruppo L'Oréal che produce prodotti per la cura dei capelli e della pelle. Come la maggior parte dei brand della L'Oréal, Garnier è commercializzato in quasi tutto il mondo ed è il marchio più venduto del gruppo.

## Storia
Il marchio è stato fondato nel 1904 da Alfred Amour Garnier, parrucchiere e profumiere, che nei primi anni del ventesimo secolo aveva avviato un'attività per la realizzazione di lozioni per la cura di capelli, poi brevettata a giugno 1904.
Nel 1909, Garnier vendette la propria azienda. L'azienda cambiò nome nel 1929 e divenne prima Garnier Institute e poi Laboratoires Garnier. La società fu guidata a lungo dal chimico Bernard Guilpin e dal medico Gaston Roussel, fondatore dei laboratori farmaceutici Roussel Uclaf (ora parte di Sanofi Aventis).
Nel corso degli anni, la gamma dei prodotti di Garnier si è ampliata sempre di più. Nei primi anni sessanta, il marchio è stato il primo a lanciare tinture per capelli casalinghe. Nel 1965 il marchio è stato rilevato dalla L'Oreal.
Negli anni '90, Garnier si è lanciato nella cura della pelle con Synergie e ha acquisito il marchio tedesco Dralle.

## Prodotti
Colorazione:
100% Color, Bel Argent, Belle Color, Cristal Blonde, Cristal Color, Cristal Mèches, Cristal Relief, Decoloril, Expression, Kit Nuanceur, Lumia, Movida, Natéa, Nutrisse, Permifique, Roja, Olia
Cura del corpo:
Body Repair, Body Cocoon, Body Tonic
Cura del viso:
Pure, Total Confort, Nutritionist, Ultra Lift, Re-density, Masques de soin, Soft Démaq, Fresh Démaq, Mininurse, Synergie
Cura dei capelli:
Fructis, Ultra Dolce, Respons, Moelle, éQuilibre, AquaVital, Fun
Messa in piega:
Fructis Style, Grafic, Invisible
Creme solari:
Ambre Solaire, Delial, UV Ski
Igiene:
Obao, Neutralia, Start.